# Linton Kwesi Johnson
Linton Kwesi Johnson (LKJ) (Jamaica, Chapelton, 1952. augusztus 24. –) Angliában élő dub költő. Ő volt a második olyan ma is élő költő, akinek verseit a Penguin Classics sorozatban kiadták. Verseit dub/reggae-zene kíséretében adja elő jamaicai kreol nyelven, többnyire Dennis Bovell brit reggae-zenész közreműködésével.

## Lemezek
- LKJ in Dub: Volume 3 – LKJ Records, 2002
- Independent Intavenshan – Island, 1998
- More Time – LKJ Records, 1998
- LKJ A Cappella Live – LKJ Records, 1996
- LKJ Presents – LKJ Records, 1996
- LKJ in Dub: Volume 2 – LKJ Records, 1992
- Tings An' Times – LKJ Records, 1991
- LKJ Live in Concert with the Dub Band – LKJ Records, 1985
- Making History – Island, 1983
- LKJ in Dub – Island, 1981
- Bass Culture – Island, 1980
- Forces of Victory – Island, 1979
- Dread Beat An' Blood – Island, 1978